# 呉越春秋
『呉越春秋』（ごえつしゅんじゅう）は、後漢初期の趙曄（ちょうよう）によって著された、春秋時代の呉と越の興亡に関する歴史書。
『四庫全書』では載記に分類している。春秋時代の呉・越について書いたもうひとつの書物である『越絶書』の方が少し成書年代が早く、『呉越春秋』の記事の中には『越絶書』を元にした箇所が多くあるという。

## 作者
作者の趙曄はかつて越国に属した会稽郡山陰県（現在の浙江省紹興市柯橋区）の人で、はじめ県吏の職についていたが、官職を捨てて杜撫に『韓詩』を学び、その後も生涯仕官しなかった。著作にはほかに「詩細歴神淵」があり、蔡邕はこの書を王充『論衡』より優れているとほめたという。また、『隋書』によれば趙曄の著作として『韓詩譜』二巻と『詩神泉』一巻（いずれも韓詩関係の書物）があったというが、『呉越春秋』以外は伝わっていない。
趙曄の生卒年は不明だが、杜撫が没するまで20年間学んだこと、杜撫が建初年間（76年-84年）に没したことから、おおむね1世紀後半から2世紀前半に活動した人と考えられる。

## 構成
『呉越春秋』は『隋書』経籍志によると12巻であるが、『崇文総目』によると、後に楊方が『呉越春秋』を削って5巻とし、唐の皇甫遵が趙曄と楊方の二書をもとに校訂した上で注をつけたという。現行本は皇甫遵の本にもとづくといわれている。
現行の『呉越春秋』は10巻で（ほかに6巻に縮めた系統の本もある）、前半（1-5巻）が呉の歴史、後半（6-10巻）が越の歴史になっている。いずれも編年の通史であるが、呉では闔閭・夫差、越では勾践の記事が大半を占める。なお、巻3の「王僚使公子光伝」は大部分が伍子胥が楚から亡命して放浪する話、および公子光（闔閭）が呉王僚を暗殺する話で占められている。
1. 呉太伯伝
2. 呉王寿夢伝
3. 王僚使公子光伝
4. 闔閭内伝
5. 夫差内伝
6. 越王無余外伝
7. 勾践入臣外伝
8. 勾践帰国外伝
9. 勾践陰謀外伝
10. 勾践伐呉外伝

理由は明らかでないが、呉と越の戦いの重要な箇所（紀元前496年に呉が越に敗れて闔閭が戦死、あとを継いだ呉王夫差がその2年後に越を破る）が記載されていない。

## 評価
呉越の興亡は『春秋左氏伝』『国語』『史記』などの文献にも記されている。『左氏伝』には呉越の抗争は散見しているだけであるが、『国語』『史記』においてはその叙述はさらに整理され、詳細な内容となっている。
特に、『国語』は『春秋』に比べて、単に呉越抗争の経緯だけでなく、呉の越に対する政策、越の呉に対する政策を決めるにあたって、それぞれの国の有力な大夫の意見を徴したこと、また大夫たちの意見がのせられていることが特色となっている。ただ呉王夫差は伍子胥の意見を受け入れなかったのに対して、越王勾践は范蠡の意見を尊重したという差が両国の興亡を左右した一因であると受け取られる書き方となっている。
しかしこれらの書物には史実とは思えない不思議な事柄や、占いに関する記事も多数記されているため、『隋書』では雑史に分類し、また『四庫全書総目提要』は「附会が多い」「小説家の言に近い」と言う。後世の小説や戯曲などに影響を与えている。 伝統的には『越絶書』の方が『呉越春秋』より評価が高い。
史実を描いた書物ではなく文学として見ると、人物や情景の描写が巧みで、詩歌を多く載せるなど、優れた点が見られる。
このあたりは『越絶書』に劣らない特色であると指摘されているが、着目すべきところは『呉越春秋』の方が『越絶書』より明確で一貫している点であろう。『越絶書』は伝統的であるものの内容が雑然としているのに対して、『呉越春秋』は呉・越両国の興亡史が編年体で整理されている。また、その主題は復仇で、呉の場合は伍子胥、越の場合は勾践が中心となっている。そして、勾践の場合、復仇のために国内改革や策謀による君主の集権化、軍事国家への道を突き進むことがとくに第十の滅呉以後の後日談で語れている部分は特異である。

### 影響
李大師は『呉越春秋』を模範として南北朝の通史を書こうとしたが、志半ばで没した。その子の李延寿が父の遺志をついで『南史』『北史』を完成した。

### 故事熟語
- 同病相憐れむ（闔閭内伝に引かれる「河上歌」の句）

ほかに「臥薪嘗胆」、「鳴かず飛ばず」、「狡兎死して走狗烹らる」などの語は、初出ではないものの『呉越春秋』にも見られる。

## テクスト
元の大徳10年（1306年）に徐天祜（じょてんこ）が序と注を加えた本が刊行され、現存する諸本はこれを元にしている。『四部叢刊』所収の弘治14年（1501年）本が比較的よい本として知られる。
他の書に引用されているのに現行本に載っていない佚文や異文も多い。『呉越春秋輯校匯考』は諸本を比較し、異文・佚文も集めている。
- 周生春『呉越春秋輯校匯考』上海古籍出版社、1997年。ISBN 9787532521821。

## 日本語訳
- 趙曄 著、佐藤武敏 訳『呉越春秋―呉越興亡の歴史物語』平凡社東洋文庫、2016年。ISBN 9784582808735。